# Ballymoon Castle
Ballymoon Castle (irisch Caisleán Bhaile Muáin) ist eine Ruine in Carlow, Irland. Sie liegt 3 Kilometer östlich der Stadt Muine Bheag.

## Geschichte
Erbaut Ende des 13., Anfang des 14. Jahrhunderts, wohl durch eine Familie Carew, besteht das Bauwerk heute noch aus einem zirka 25 Meter langen und ebenso breiten Hof, der von Mauern aus unbehauenen Granitsteinen umgeben ist. Diese Außenmauern sind etwa 6 Meter hoch und bis zu 2,50 Meter breit. Auf drei Seiten des Hofes befinden sich Wachtürme, während die vierte Seite  ein Tor erkennen lässt, in das Rillen für ein Fallgatter eingelassen sind. Die Außenmauern lassen zwar eine Reihe von Schießscharten, Fenstern und die Standorte von Kaminen erkennen, ansonsten ist von den Räumlichkeiten innerhalb des Bauwerks jedoch nur ein Teil des Fundaments erhalten. Die Position der Fenster und Kamine an der Außenmauer zeigt, dass es sich um ein zweistöckiges Gebäude gehandelt haben muss. Die Fundamente im Inneren lassen jedoch darauf schließen, dass der Bau nie ganz abgeschlossen wurde. Die Ruine kann heute besichtigt werden und ist als National Monument eingetragen.
In der Nähe liegt Donore Megalithic Tomb.